# Sao Tomé-et-Principe aux Jeux olympiques
Sao Tomé-et-Principe participe sans interruption aux Jeux d'été depuis 1996. Le pays n'a jamais participé aux Jeux d'hiver et n'a jamais remporté de médaille.

## Porte-drapeau
| Jeux         | Porte-drapeau            | Sport       |
| ------------ | ------------------------ | ----------- |
| Atlanta 1996 | Sortelina Pires          | Athlétisme  |
| Sydney 2000  | Naide Gomes              | Athlétisme  |
| Athènes 2004 | Fumilay Fonseca          | Athlétisme  |
| Pékin 2008   | Celma Bonfim da Graça    | Athlétisme  |
| Londres 2012 | Lecabela Quaresma        | Athlétisme  |
| Rio 2016     | Buly Da Conceição Triste | Canoë-kayak |
| Tokyo 2020   | Buly Da Conceição Triste | Canoë-kayak |
| Tokyo 2020   | D'Jamila Tavares         | Athlétisme  |